# دانشکده حقوق
دانشکده حقوق یک مرکز آموزش‌عالی (به صورت دانشکده) مختص رشتهٔ حقوق است که معمولاً زیر مجموعهٔ یک دانشگاه می‌باشد. گرایش‌ها و مقاطع مختلف رشتهٔ حقوق اعم از کارشناسی، کارشناسی ارشد و دکترا همگی به صورت دپارتمان یا گروه‌های مختلف، زیرشاخه‌های این دانشکده هستند. 

## دانشکده حقوق در کشورهای مختلف

### ایران
دانشکده حقوق و علوم سیاسی دانشگاه تهران نخستین دانشکدهٔ حقوق در ایران می‌باشد که در سال ۱۳۱۳ هم‌زمان با تشکیل دانشگاه تهران آغاز به فعالیت کرده‌است.

### ایالات متحده
نخستین دانشکده حقوق در آمریکا در کالج ویلیام و مری در ایالت ویرجینیا در سال ۱۷۷۹ میلادی تأسیس شد. توماس جفرسون فرماندار وقت ویرجینیا و بنیان‌گذار کالج، این مدرسه را تأسیس کرد و از مرشد سابق خود جورج وای خواست تا اولین استاد حقوق در کشور شود.

### واژه‌های مرتبط
- وکالت
- دادگستری